# 绥远州
绥远州，清朝末年设置的州。
宣统元年（1909年），以三姓副都统部分地置，治所在今黑龙江省抚远县。属临江府。1913年改置绥远县。 